# Oenoptila venusta
Oenoptila venusta là một loài bướm đêm trong họ Geometridae.